# Roger Reynolds
Roger Reynolds (født 18. juli 1934) i USA. 
Han er meget produktiv inden for mange genrer: kammermusik, symfonisk og elektroakustisk musik, har også skrevet scenemusik.